# Стационе Фосанова (Латина)
Стационе Фосанова је насеље у Италији у округу Латина, региону Лацио.
Према процени из 2011. у насељу је живело 7 становника. Насеље се налази на надморској висини од 15 м.